# Прутине
Прутине су насељено мјесто у општини Пале, Република Српска, БиХ. Према попису становништва из 1991. у насељу је живјело 101 становника.

## Становништво
| Националност       | 1991. | 1981. | 1971. | 1961. |
| Срби               | 100   | 103   | 127   | 172   |
| Југословени        |       |       |       | 3     |
| Муслимани          |       | 1     | 2     |       |
| Хрвати             |       |       | 1     |       |
| остали и непознато | 1     |       |       |       |
| Укупно             | 101   | 104   | 130   | 175   |

| Демографија | Демографија | Демографија |
| Година      | Становника  | Становника  |
| ----------- | ----------- | ----------- |
| 1961.       | 175         |             |
| 1971.       | 130         |             |
| 1981.       | 104         |             |
| 1991.       | 101         |             |

## Култура
Прутине припадају парохији у Мокром, Српске православне цркве чије је седиште Црква Успења Пресвете Богородице у Мокром.

## Презимена
Ковачевић, Веселиновић, Божић, Племић, Петровић, Кусмук, Клисара, Јокић.